# ولایت عراق
ولایت عراق نام یکی از ولایات دوره قاجار است که در ۲۰۰ سال پیش به وجود آمد.
در اوایل دوره قاجار ایران به ۵ حکمرانی و ۱۲ حکومت‌نشین مستقل تقسیم شد. در آن زمان محدوده ولایت عراق جزوی از حکمرانی کردستان و کرمانشاهان بود. در سال ۱۲۳۷ قمری پس از مرگ حکمران کردستان، قلمرو حکمرانی او به چند حکومت‌نشین تبدیل شد. در این زمان ولایت عراق به وجود آمد. شهر سلطان آباد (اراک کنونی) که در همان سال‌ها به دست یوسف خان گرجی(سپهدار اعظم) به عنوان حاکم‌نشین ولایت عراق انتخاب شد.
محدوده ولایت عراق بر اساس اسناد موجود در گذشته از شمال به ساوه و زرندیه، از غرب به همدان و ملایر، از جنوب به بروجرد و کمره و از شرق به محلات و قم محدود می‌شد. مناطقی مانند کزاز، سربند، شهرستان فراهان، وفس و بزچلو و شرا جزو این ولایت بودند.